# Casella (Italia)
Casella (Casélla in ligure) è un comune italiano di 3 039 abitanti della città metropolitana di Genova in Liguria.

## Geografia fisica
Il territorio comunale è situato sulla destra del torrente Scrivia, nell'alta valle omonima, in un'ampia piana ghiaiosa che degrada dolcemente verso il torrente, ai piedi del monte Maggio (978 m). Nella zona orientale del territorio comunale scorre l'ultimo tratto del torrente Brevenna prima della confluenza nello Scrivia; il torrente divide il capoluogo dalla frazione di Avosso.
Tra le vette del territorio il monte Carmo (661 m), il monte Capanna (635 m).
A Genova è unito da una ferrovia a scartamento ridotto, la ferrovia Genova-Casella (comunemente denominato "trenino di Casella") che risalendo i monti dell'entroterra genovese supera l'Appennino al valico della Crocetta d'Orero (il più basso valico appenninico, a 468 m s.l.m.), offrendo ai turisti un panorama di grande pregio.

## Storia

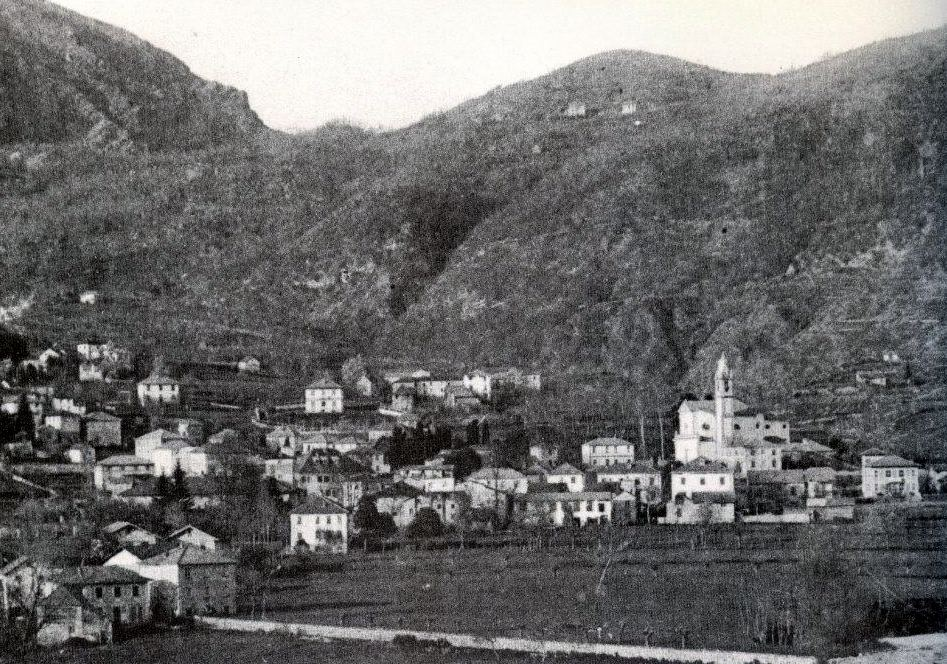
Casella in una fotografia del 1915

Il toponimo attuale, che nel tempo ha sostituito quello di Redigabio (o Raudigabium), di origine longobarda, deriva probabilmente da "cassella", nome con cui erano chiamate le case coloniche con stalla al pian terreno e abitazione al primo piano. La storia medievale è strettamente legata a quella del feudo di Savignone.
Il primo documento storico su Casella, nel quale il paese è citato con l'antico toponimo longobardo di Redigabio, risale come per Savignone al 1196, in una bolla papale di papa Celestino III come dipendenza feudale dall'abbazia di Precipiano.
Ma il borgo ha probabilmente origini molto più antiche, riconducibili all'epoca romana, legate alla presenza di importanti vie commerciali, che qui si intersecavano: la strada di fondovalle (attuale SP 226), che con l'avvento dei Fieschi nel XIII secolo fu chiamata "Strada dei Feudi imperiali", perché collegava tra loro i vari castelli fliscani della valle e la "via del Sale"; la strada di fondovalle attraverso la val Trebbia, si collegava alla romana Via Emilia, ed assieme si collegavano con il porto di Genova con le città della pianura Padana, ed erano una delle più importanti tra le numerose vie del sale che collegavano la costa ligure con l'entroterra padano. La strada di fondovalle, valicato l'Appennino alla Crocetta d'Orero, passava lo Scrivia presso Casella, proseguendo poi per la pianura padana attraverso Crocefieschi, Vobbia e la val Borbera.
Nel XII secolo il borgo di Redigabio appartenne ai vescovi della diocesi di Tortona (ed ancora oggi la parrocchia di Casella fa parte della diocesi tortonese). Nel XIII secolo, come altri centri dell'alta valle Scrivia, passò a far parte dei feudi imperiali, possedimento della famiglia Fieschi, sotto l'egida degli Asburgo. Il dominio fliscano durò per circa cinque secoli, fino alla fine del Settecento quando i feudi imperiali furono soppressi da Napoleone Bonaparte, che con il suo esercito aveva occupato la Repubblica di Genova e tutta la Liguria. Del passato feudale resta oggi il palazzo Fieschi, con torre e corte interna, costruito nel XVII secolo, che si affaccia sull'attuale piazza XXV Aprile.
Nel 1678 il grande feudo che dominava la zona fu diviso nei due territori autonomi di Savignone e di Crocefieschi: Casella fu posta sotto la giurisdizione savignonese. In questo periodo si verificò un forte incremento demografico, che portò anche ad un miglioramento delle condizioni economiche del paese.

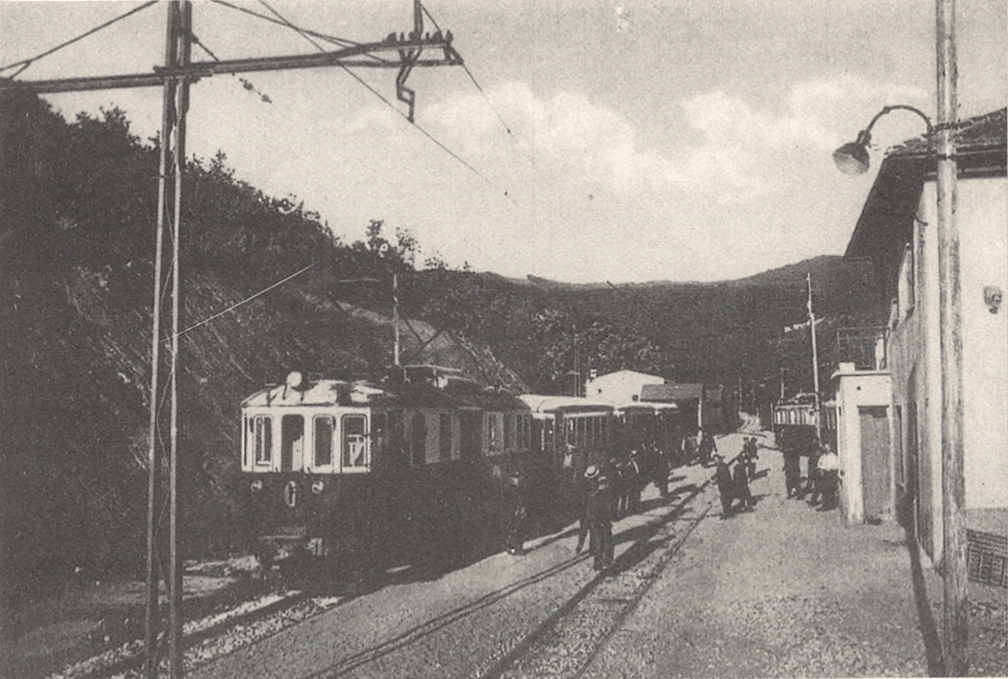
L'arrivo nel 1929 del primo treno a Casella nel giorno dell'inaugurazione dell'omonima ferrovia

Nel corso degli eventi legati alla guerra di successione austriaca, il 17 febbraio 1747 il paese fu incendiato dalle truppe della repubblica genovese, che accusavano la popolazione di aver favorito gli invasori austriaci, i quali avevano posto Genova sotto assedio.
La discesa in Liguria dell'esercito francese nel 1797 decretò la fine della plurisecolare repubblica genovese, che divenne la Repubblica Ligure napoleonica ed alla quale vennero aggregati i territori dei soppressi feudi imperiali. Con la nuova dominazione francese Casella dal 2 dicembre rientrò nel dipartimento dei Monti Liguri Occidentali, con capoluogo Rocchetta Ligure. Dal 28 aprile del 1798 con i nuovi ordinamenti francesi, Casella divenne capoluogo del II cantone della giurisdizione dei Monti Liguri Occidentali e dal 1803 centro principale del VIII cantone dell'Alta Valle Scrivia nella giurisdizione del Lemmo. Annesso al Primo Impero francese, dal 13 giugno 1805 al 1814 venne inserito nel dipartimento di Genova.
Nel 1815 il comune di Casella, assieme all'intera repubblica ligure napoleonica, fu inglobato nel Regno di Sardegna, come stabilito dal congresso di Vienna del 1814, e successivamente nel Regno d'Italia dal 1861. Dal 1859 al 1926 il territorio fu compreso nel IX mandamento di Savignone del circondario di Genova dell'allora provincia di Genova. Al 1893 è risalente il distacco delle frazioni di Carsi, Frassinello e Senarega e il loro accorpamento nel nuovo comune di Valbrevenna, quest'ultimo costituito assieme ad altre zone frazionali di Montoggio e di Savignone.
L'Ottocento coincise con lo sviluppo turistico di Casella, grazie alla costruzione di case e ville dei più bei nomi della borghesia genovese (degne di nota sono alcune case costruite nei primi anni del Novecento con decorazioni in stile Liberty sulla facciata). All'epoca, a seguito del grande sviluppo turistico Casella fu chiamata "la piccola Svizzera".
La costruzione della ferrovia Genova-Casella, inaugurata nel 1929 ed ancora oggi funzionante e di forte richiamo turistico, diede ulteriore impulso alla vocazione turistica del paese.
Ancora oggi sono numerosi i villeggianti, soprattutto genovesi, che qui trascorrono le loro vacanze ed usufruiscono delle varie infrastrutture a disposizione dei turisti, come la piscina all'aperto, funzionante nei mesi estivi e la grande area verde attrezzata.
Dal 1973 al 31 dicembre 2008 ha fatto parte della Comunità montana Alta Valle Scrivia e, con le nuove disposizioni della Legge Regionale n° 24 del 4 luglio 2008, ha fatto parte fino al 2011 della Comunità montana Valli Genovesi Scrivia e Polcevera.

### Simboli
Stemma
Gonfalone
Lo stemma e il gonfalone sono stati concessi con decreto del presidente della Repubblica del 5 dicembre 2005.
Nella parte superiore dello scudo, il castello ricorda quello di Savignone, da cui dipendeva Casella; azzurro e argento sono i colori dei Fieschi. Nella parte inferiore, la cinta muraria, con tre merli alla ghibellina (ricordo dell'Impero), allude alla posizione strategica del territorio; argento e rosso sono i colori di Genova.

## Monumenti e luoghi d'interesse

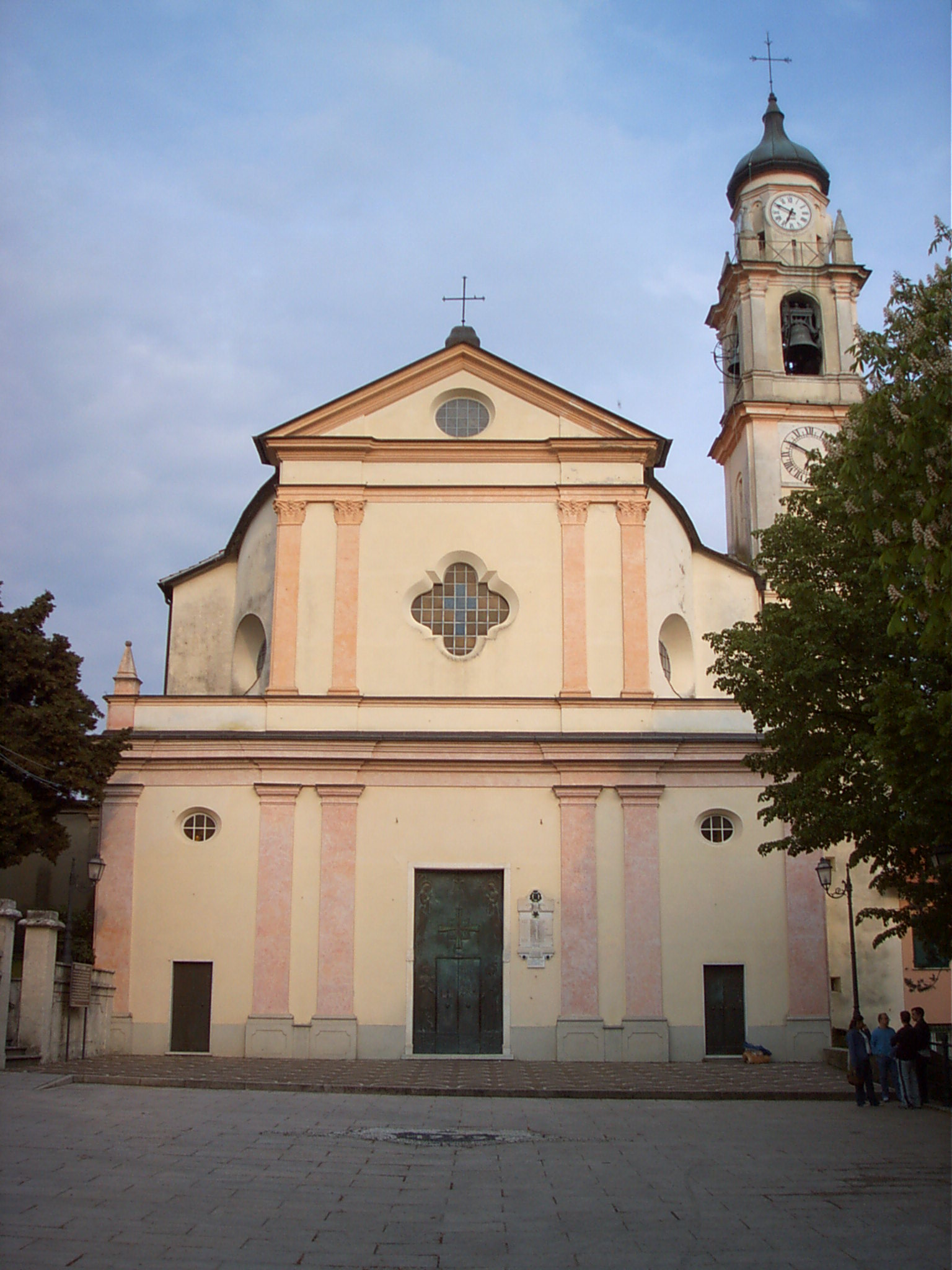
Facciata della chiesa di Santo Stefano

### Architetture religiose
- Chiesa parrocchiale di Santo Stefano nel capoluogo. Edificata prima del XIII secolo è menzionata in una bolla papale del 1196 di papa Celestino III come dipendenza dall'abbazia di Precipiano. L'attuale chiesa parrocchiale fu costruita tra il 1718 e il 1722 su progetto dell'architetto Simone Scaniglia, sulle fondamenta della pieve di epoca medievale. La chiesa, in stile barocco, ha un'unica navata a pianta ellittica, con sei altari laterali e conserva al suo interno notevoli opere d'arte. La parrocchia di Santo Stefano di Casella fa parte della diocesi di Tortona.
- Oratorio di Sant'Antonio Abate nel capoluogo, del 1556, ancora oggi luogo d'incontro dei membri della confraternita.
- Chiesa di Nostra Signora della Neve o di Nostra Signora del Suffragio nella frazione di Avosso, risalente al 1843.[15]

### Architetture civili
- Palazzo Fieschi, del XVII secolo, ubicato nella piazza principale di Casella.

## Società
Nel ventennio 1990-2010, Casella  ha subito un incremento demografico, principalmente dovuto all'insediamento di popolazione proveniente dal capoluogo.

### Evoluzione demografica
Abitanti censiti

Secondo i dati riferiti al 2009, Casella risultava il secondo tra i comuni più giovani della Liguria. La percentuale di giovani sotto i 18 anni rispetto agli anziani con più di 65 anni era infatti pari a 1,36; a Genova, nello stesso anno, tale rapporto si fermava al valore dello 0,76%.

### Etnie e minoranze straniere

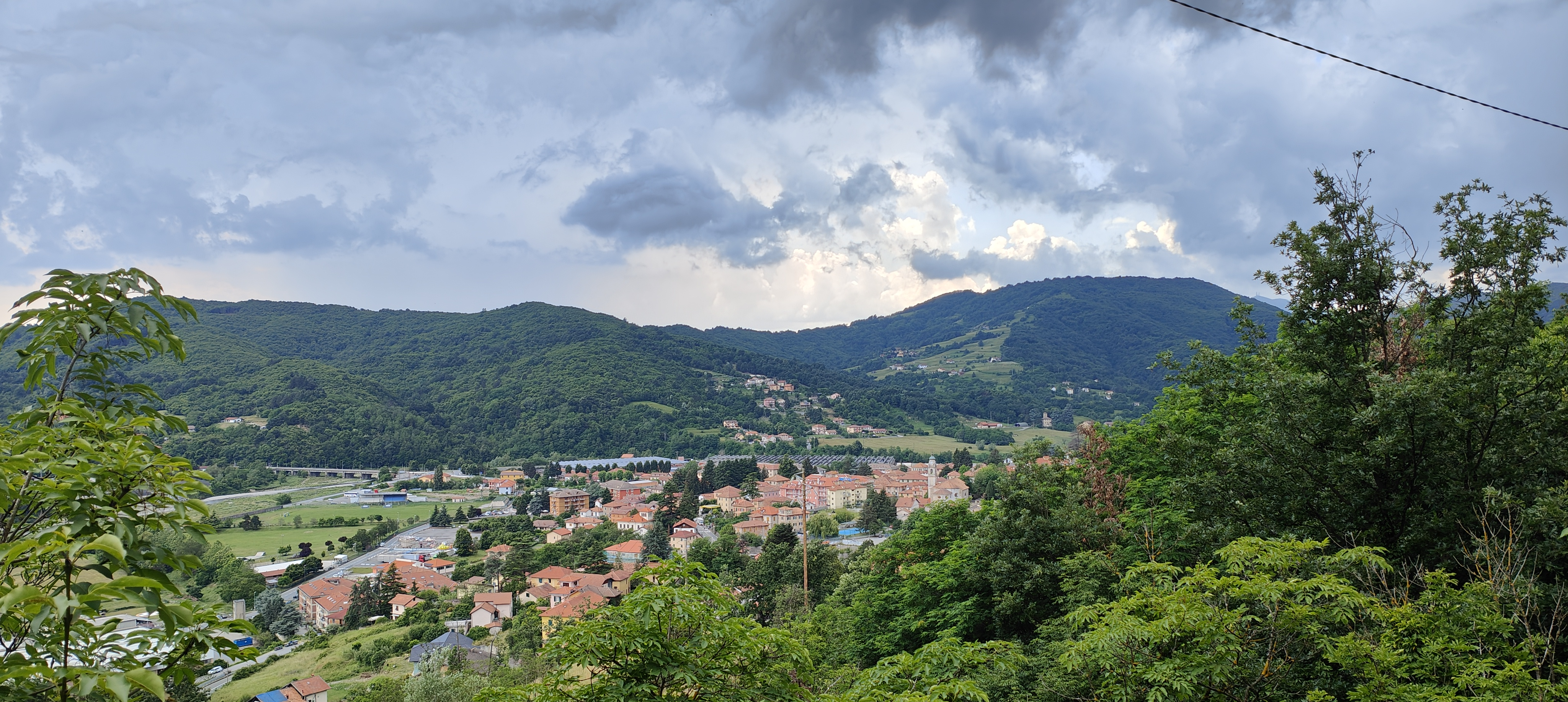
Vista panoramica di Casella dalla località Schioppè-Vaccarezza. In fondo, verso sinistra, il ponte stradale e ferroviario Vittorio Veneto, sul torrente Scrivia; verso destra, si nota il campanile della chiesa di Santo Stefano.

Secondo i dati Istat al 31 dicembre 2022, i cittadini stranieri residenti a Casella sono 118, così suddivisi per nazionalità, elencando per le presenze più significative:
- Marocco, 26
- Romania, 24

### Istituzioni, enti e associazioni
- Associazione storico culturale Corte Fieschi Casella Vallescrivia.

## Cultura

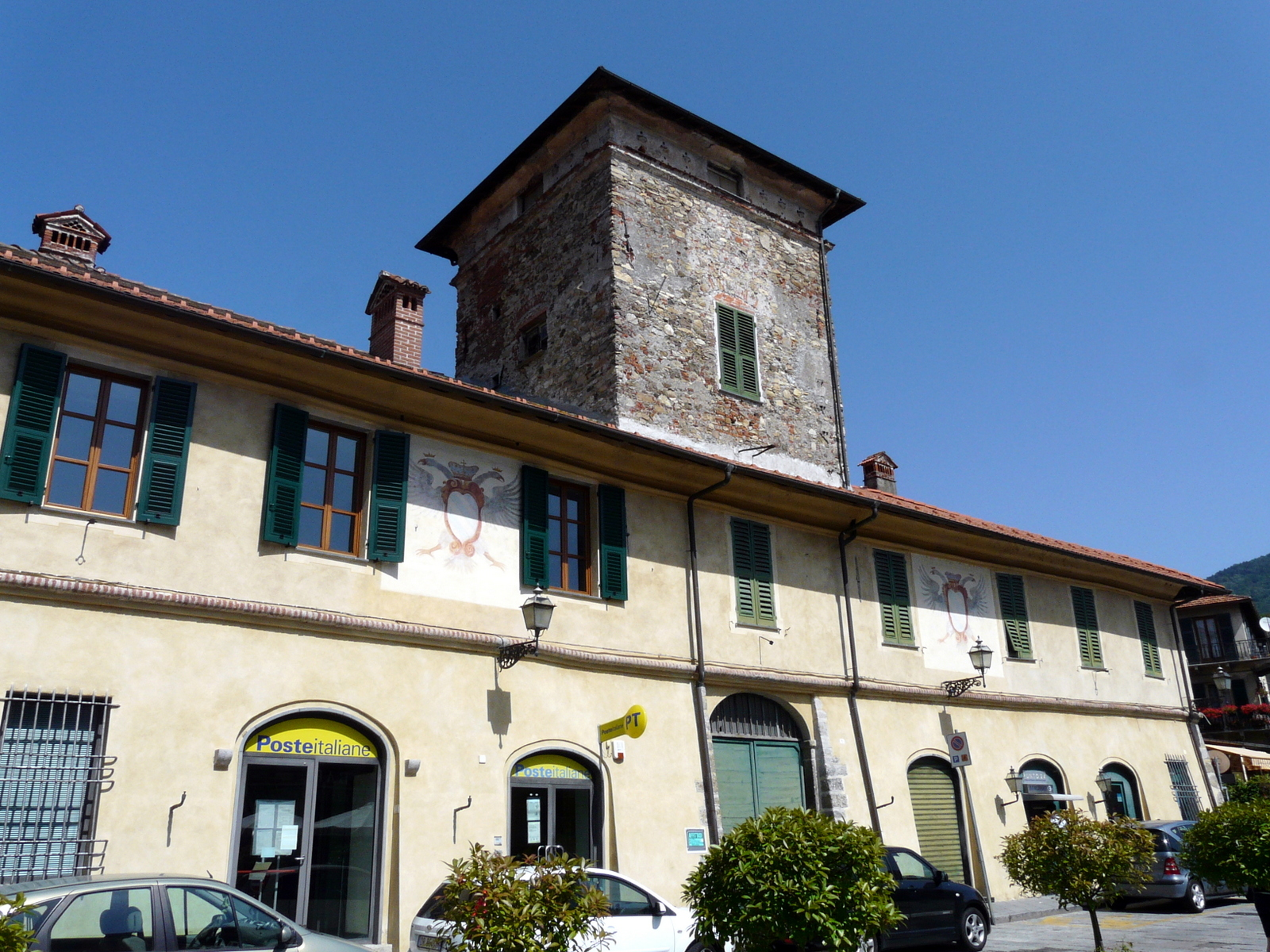
Palazzo Fieschi nella piazza principale di Casella

Da alcuni anni il Comune di Casella si è fatto promotore di svariate attività culturali, legate alla rinnovata civica biblioteca: presentazione di libri, attività didattiche per i più piccoli, scambio librario con le altre biblioteche del territorio metropolitano.
Un'iniziativa che riscuote successo è sicuramente quella delle serate a Teatro, con servizio pullman che porta direttamente al Teatro Duse o al Teatro Ivo Chiesa dello Stabile di Genova in occasione delle rappresentazioni, prenotazione dei posti, e momenti di approfondimento con i protagonisti degli spettacoli prescelti.

### Eventi
- Expò Vallescrivia, il primo week end di luglio.
- Rievocazione del mercato storico voluto nel 1691 dal conte Urbano Fieschi, a cura dell'associazione storico culturale Corte Fieschi Casella Vallescrivia.

## Geografia antropica
Il territorio comunale comprende, oltre il capoluogo, le frazioni di Avosso, Carpeneta, Cortino, Parata, Regiosi, Salvega e Stabbio per un totale di 8,07 km2.
Confina a nord e ad ovest con il comune di Savignone, a sud con Serra Riccò e ad est con Montoggio e Valbrevenna.

## Economia
L'economia comunale è basata su diverse aziende industriali di medie dimensioni e, in estate, sul turismo, storicamente costituito dai numerosi villeggianti, soprattutto genovesi, che qui trascorrono il periodo più caldo dell'anno.
Recentemente si è incrementato il fenomeno del pendolarismo lavorativo verso il capoluogo genovese, ma anche verso altre aree industrializzate dell'entroterra genovese e del basso Piemonte.

### Turismo

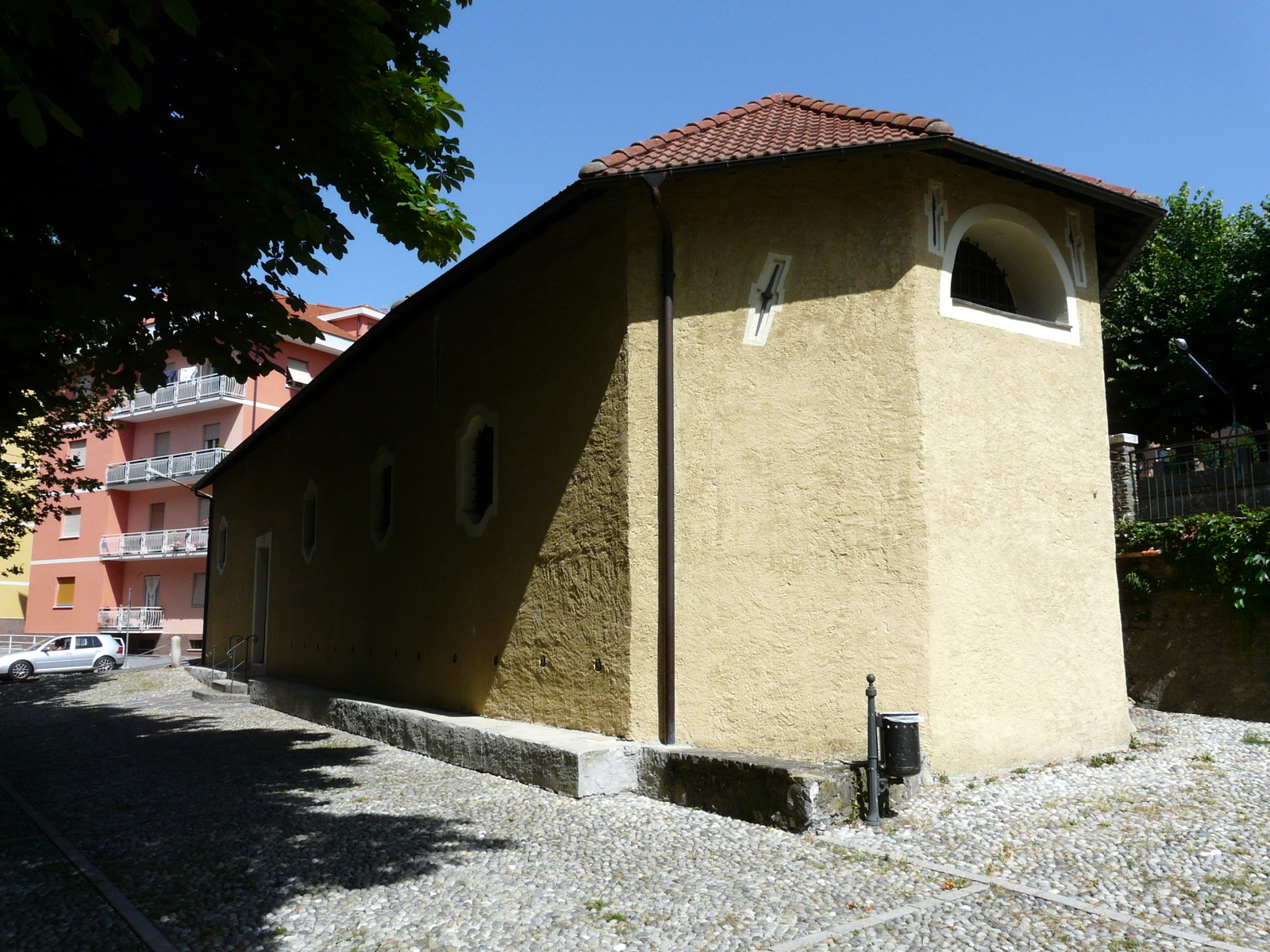
L'oratorio di Sant'Antonio abate

Casella è una delle mete storiche della villeggiatura dei genovesi che, a partire dagli inizi del XX secolo, presero a frequentarla con assiduità. Molte sono infatti le belle ville novecentesche che ancora caratterizzano il paesaggio circostante Casella.
Meta tradizionale delle gite fuori porta, nelle domeniche della bella stagione, Casella registra affluenze notevoli (anche 2.000 persone), grazie anche alla disponibilità della grande area verde attrezzata comunale (circa 50.000 m2, con zona per eventi/manifestazioni e circa 200 parcheggi), nella piana a valle del centro del paese, vicino alla stazione della ferrovia Genova-Casella. Molte associazioni e gruppi anche del territorio metropolitano utilizzano l'area eventi per organizzarvi raduni, manifestazioni e sagre estive. Poco distante si trova l'eliporto comunale.
Il complesso delle piscine comunali, aperto dal 15 giugno al 15 settembre, con le sue vasche nuoto, scivoli e bambini nei mesi estivi offre un'alternativa alle affollate spiagge della costa.
Buona base di partenza per le gite sul monte Antola e di numerosi percorsi naturalistici anche nella vicina Valbrevenna, Casella è divenuta meta di riferimento per l'escursionismo con un punto di informazione turistica presso la stazione del "trenino di Casella", che d'estate fornisce indicazioni e preziose informazioni a centinaia di turisti.
Accanto ai tradizionali ristoranti, si è inoltre sviluppata una rete di agriturismi, dove vengono proposti piatti tradizionali della cucina ligure e loro rivisitazioni, confezionati con ingredienti di produzione biologica e locale.

## Infrastrutture e trasporti

### Strade
Il centro di Casella è attraversato dalla strada provinciale 226 di Valle Scrivia che permette il collegamento stradale con Montoggio, a sud, e con Busalla a nord. Il territorio comunale è altresì attraversato dalla strada provinciale 61 di Vaccarezza, per raggiungere l'omonima località nel comune di Savignone e dalla strada provinciale 11 di Valbrevenna che collega Avosso (frazione di Casella) con Molino Vecchio, frazione capoluogo del comune di Valbrevenna.
Casella è inoltre raggiungibile dal quartiere genovese di Bolzaneto tramite la strada provinciale 3 di Crocetta d'Orero che percorre la valle del torrente Secca, passando per Pedemonte di Serra Riccò e il valico della Crocetta d'Orero dove si congiunge con la strada provinciale 2 che porta a Sant'Olcese.

### Ferrovie

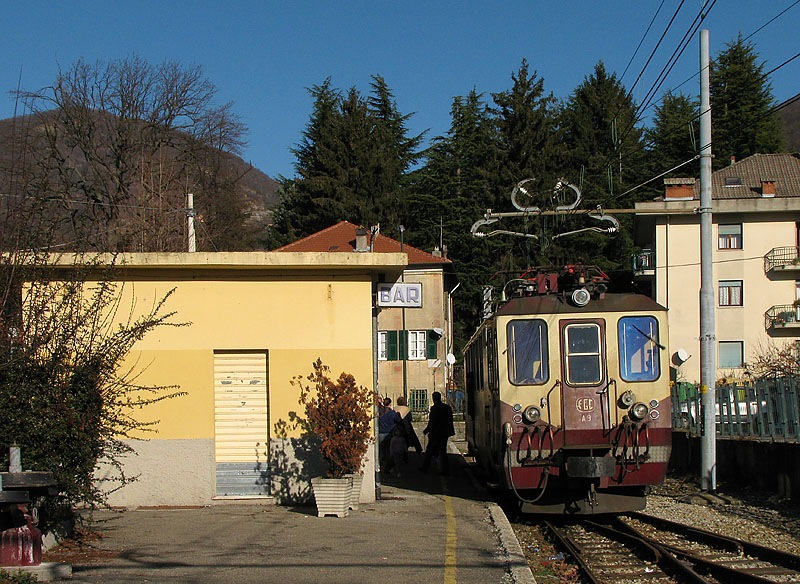
La stazione di Casella Paese della linea Genova-Casella

Casella è il capolinea settentrionale della ferrovia Genova-Casella, linea di montagna a scartamento metrico nota per la complessa orografia del percorso e per i panorami attraversati, che in circa un'ora unisce il paese con il centro di Genova.
Il primo convoglio arrivò a Casella, alla vecchia stazione al di là dello Scrivia, nota come stazione di Casella Deposito, il 1º settembre 1929. Solo nel 1953 venne costruito un prolungamento in regresso di 900 metri, tutto su sede stradale e attraverso il ponte sullo Scrivia, fino alla nuova stazione di Casella Paese. Nel 1980 il tratto da Casella Deposito a Casella Paese è stato spostato in sede propria, dopo l'allargamento del ponte sullo Scrivia, ed a Casella Paese è stato raddoppiato il binario; l'edificio che ospita la stazione di Casella Paese è rimasto lo stesso, ma i binari sono stati posizionati dal lato opposto (mancante della pensilina). Per 3 anni il servizio è stato sospeso a causa di cedimenti e frane lungo il percorso; la ferrovia ha ripreso a funzionare dal 21 maggio 2016 con circa 10 corse al giorno.

### Mobilità urbana
Dai comuni di Genova e Montoggio un servizio di trasporto pubblico locale gestito dall'AMT garantisce quotidiani collegamenti tramite autobus con Casella e per le altre località del territorio comunale.

## Amministrazione

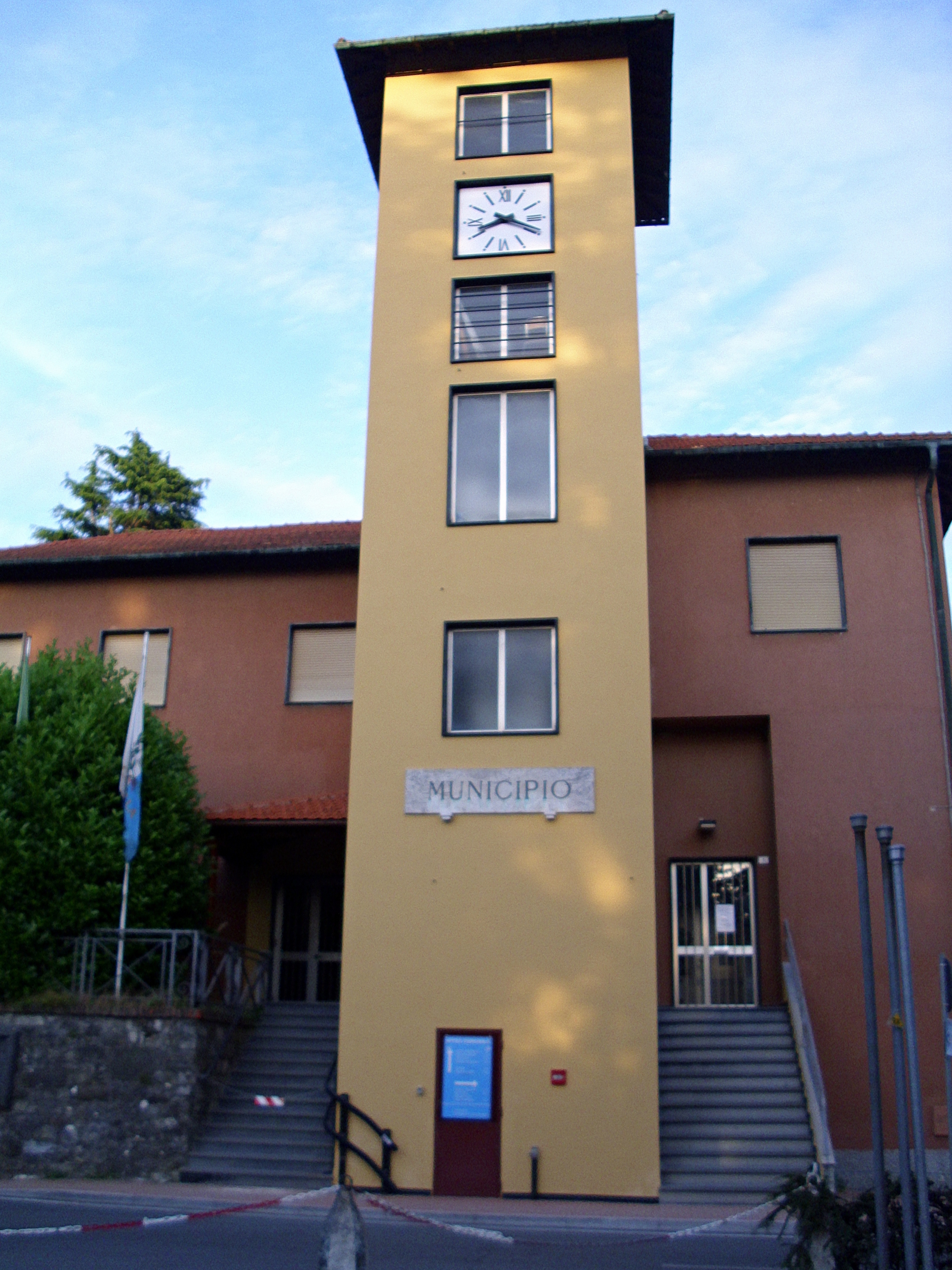
Il municipio

| Periodo           | Periodo           | Primo cittadino          | Partito                                  | Carica      | Note   |
| ----------------- | ----------------- | ------------------------ | ---------------------------------------- | ----------- | ------ |
| 1975              | 1980              | Luciano Speziotto        | Per l'avvenire di Casella (lista civica) | Sindaco     |        |
| 1980              | 1985              | Luciano Speziotto        | Per l'avvenire di Casella (lista civica) | Sindaco     |        |
| 1985              | 1989              | Luciano Speziotto        | Per l'avvenire di Casella (lista civica) | Sindaco     |        |
| 13 marzo 1989     | 28 maggio 1990    | Valerio Ferralasco       | PLI                                      | Sindaco     | [ 21 ] |
| 1º luglio 1990    | 24 aprile 1995    | Giuseppe Sergio Bondanza | DC                                       | Sindaco     |        |
| 24 aprile 1995    | 14 giugno 1999    | Giuseppe Sergio Bondanza | lista civica di centro                   | Sindaco     |        |
| 14 giugno 1999    | 14 giugno 2004    | Giuseppe Sergio Bondanza | Continuità e Concretezza (lista civica)  | Sindaco     |        |
| 14 giugno 2004    | 8 giugno 2009     | Marco Angelo Baffetti    | Vivere Casella (lista civica)            | Sindaco     |        |
| 8 giugno 2009     | 26 maggio 2014    | Marco Angelo Baffetti    | Vivere Casella (lista civica)            | Sindaco     |        |
| 26 maggio 2014    | 27 maggio 2019    | Francesco Collossetti    | ValorizziAmo Casella (lista civica)      | Sindaco     |        |
| 27 maggio 2019    | 7 ottobre 2019    | Francesco Collossetti    | ValorizziAmo Casella (lista civica)      | Sindaco     | [ 22 ] |
| 7 ottobre 2019    | 22 settembre 2020 | Andrea Martinuzzi        | ValorizziAmo Casella (lista civica)      | Vicesindaco |        |
| 22 settembre 2020 | in carica         | Gabriele Reggiardo       | Casella è di tutti (lista civica)        | Sindaco     |        |

### Altre informazioni amministrative
Casella fa parte dell'Unione dei comuni dello Scrivia.

## Sport
Casella vanta il più alto rapporto metri quadrati di impianti sportivi per abitante della Liguria.
È dotata di un campo da calcio in erba naturale, un complesso natatorio composto da tre piscine, un palazzetto dello sport omologato per partite di pallacanestro e pallavolo, oltre a impianti sportivi minori, tra i quali uno skatepark, realizzato nel 2009, dotato di strutture prevalentemente adatte a BMX ma accessibile a qualunque action sport che sia skateboard, monopattino o pattini in linea. Questo impianto, soprattutto nel periodo aprile-ottobre, è sede di eventi e manifestazioni amatoriali e agonistiche di interesse anche interregionale.
Dopo anni in cui erano attive più società calcistiche (Associazione Sportiva Dilettantistica Sporting Casella, Associazione Calcistica Casellese 1976, oggi estinte), dal 2015 è presente l'A.S.D. Casellese, militante nel campionato di Seconda Categoria.
Storicamente a Casella è sempre stato molto praticato lo sport delle bocce; in particolare, negli anni sessanta, anni settanta e anni ottanta del Novecento, il sistema "volo" cui Casella ha fornito diversi campioni. Oggi viene praticata soprattutto la "petanca", tanto che i campi del volo, che sorgevano presso il palazzo comunale, sono stati eliminati. Per contro sono stati realizzati nuovi campi di "petanca" presso la sede della Croce Verde Casellese, molto frequentati.
Altri sport molto praticati in zona sono il parapendio ed il ciclismo amatoriale, che vedono in Casella una base logistica estremamente utilizzata.